# Partido por la Independencia Africana
El Partido por la Independencia Africana es una organización política de izquierda de Burkina Faso, parte de la oposición al régimen de Blaise Compaoré. En las elecciones de presidenciales de 2010 apoyaron la candidatura presidencial de Hama Arba Diallo.
Formó parte del Frente Popular de Burkina Faso (1992), obteniendo en dichos comicios legislativos 2 escaños parlamentarios. En las elecciones de Asamblea Nacional de 2002 logró 5 escaños con un 3,6% de los sufragios.
En las elecciones presidenciales de Burkina Faso de 2005 apoyaron la candidatura de Soumane Touré, quien obtuvo 23.266 votos correspondientes al 1,13%.
Para las elecciones de Asamblea Nacional de 2007 logró 1 escaño.
Para el año 2010 apoyaron la candidatura opositora de Hama Arba Diallo, con quien se logró un segundo lugar con un 8,21%.